# Florent Mielants sr.

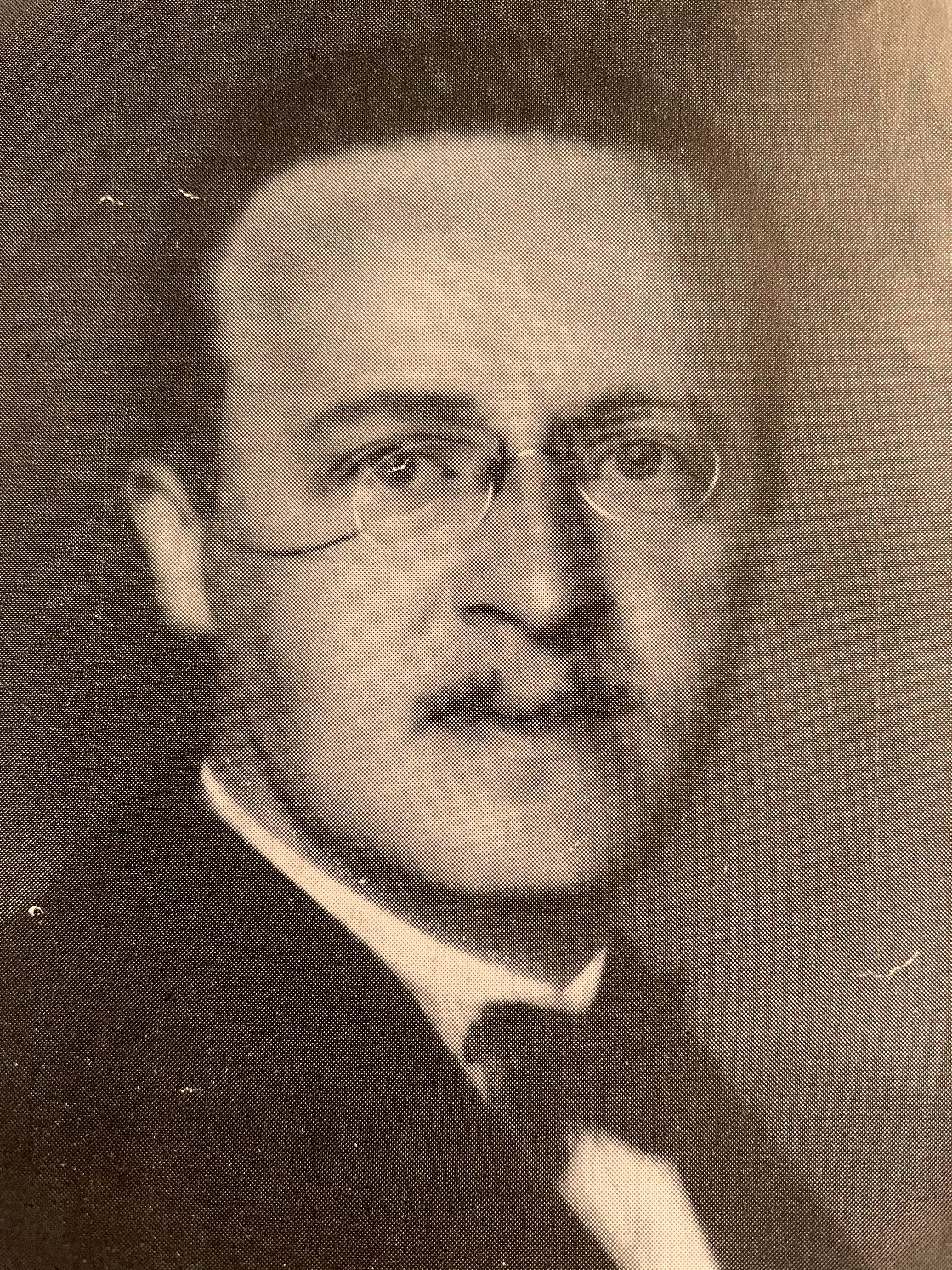
foto van flor mielants sr

Joseph Florent Joannes Mielants sr. (Antwerpen, 19 december 1887 - Antwerpen, 22 augustus 1944) was een Belgisch pedagoog.

## Biografie
Mielants studeerde af aan de Normaalschool van Lier waar hij het diploma gymnastiekleraar behaalde (1907) en was leraar, journalist, onderwijsinspecteur (1930) en vervolgens hoofdinspecteur (1936) van het Antwerpse stedelijk onderwijs. Hij was bezieler en mede-oprichter van de vzw Kindervreugd (1937), en werd directeur van de Arbeidershogeschool te Antwerpen (1922-1940), (later de Volkshogeschool Instituut Emile Vandervelde), die hij mee had opgericht. In 1908 deed hij zijn intrede in het Antwerps Stedelijk Onderwijs en zijn benoeming volgde een jaar later. In 1914 verwierf hij het certificaat van volledige middelbare studien voor de wetenschappelijke vakken. Het uitbreken van de eerste wereldoorlog verhinderde zijn plan om universitaire studies aan te vangen. Na de oorlog werd hij uit het ambt van onderwijzer ontzet (1919) wegens activisme in het Liberaal Volkshuis "Help U Zelve" o.l.v. de volksvertegenwoordiger Leo Augusteyns (1915), het ondersteunen van de vernederlandsing van de Rijksuniversiteit Gent (1916) en het geven van flamingantische voordrachten tijdens de Duitse bezetting van België (1917-1918). Hij werd medewerker voor de Antwerpse Volksgazet, samen met Lode Craeybeckx, John Wilms, Fritz Francken, Urbain Jamar, Emmanuel De Bom, Frans Detiege, Jos Van Eynde en de hoofdredacteur Willem Eekelers. Daar schreef Mielants er jarenlang politieke spotgedichten in de Berijmde Weekkroniek, maatschappijkritiek onder het pseudoniem Hekelaar alsook vulgariserende wetenschappelijke bijdragen en teksten over opvoedkundige problemen, alvorens terug te keren naar het stedelijk onderwijs, eerst in het buitengewoon onderwijs (1924) en daarna als leraar Nederlands en wiskunde in de vierde graad aan de Constitutiestraat. Als leerkracht is hij mentor van zowel Lode Zielens, als Mathilde Schroyens. Actief in de Belgische Werkliedenpartij, huwde hij met Maria Simons (Antwerpen, 28 december 1889 - Antwerpen, 27 april 1977) waarmee hij drie kinderen kreeg: Jan Mielants, Hilda Mielants en Flor Mielants jr. die debuut maakte onder het pseudoniem Herwig Hensen. 
Als opvoedkundige behaalde Mielants een bijzonder diploma voor gymnastiek (1914). Hij was een voorstander van schoolsport (voetbal, atletiek, turnen) en in het bijzonder korfbal. Als medestichter van de Royal Scaldis Sporting Club slaagde hij erin, gesteund door de Antwerpse schepen voor onderwijs dr. Victor Desguin, een sportterrein en subsidies te krijgen. Het was dan ook Mielants die de clubkleuren van de tenue (oranje, blauw en wit) bepaalde, die nog steeds door de korfbalspelers gebruikt wordt.  
In 1913 werd Flor Mielants Sr. lid van het Uitvoerend Komiteit van het tijdschrift Ons Woord: tolk der Antwerpsche onderwijsvereeniging Diesterweg, en in 1930 van de Belgische Hogere Raad voor Volksopleiding, de Vlaamse Opvoedkundige Vereniging en auteur van verschillende educatieve werken. In 1927 werd hij mede-oprichter en bestuurslid van het Vlaamse Kruis. Hij behoorde eveneens tot de redactie van de Volksgazet, de Vlaamsche Schoolgids (1936-1940), het Blad voor Vooraanstaanden: Vooruitziende Vrouwen-Samenwerksters-Socialistische Vrouwen (1937) en het maandblad Ontwikkeling van de Centrale voor Arbeidersopvoeding (1928-1932).
Omdat Mielants in mei 1940 tijdens de Achttiendaagse Veldtocht naar Toulouse gevlucht was, werd in december 1940 door de collaborerende overheid besloten om hem uit zijn ambt te ontzetten met ingang van 1 februari 1941. Actief in het verzet, sterft hij in augustus 1944, vlak voor de bevrijding van België, onverwachts door een longembolie. Na zijn overlijden wordt het kinderopvangcentrum van de stad Antwerpen, op de Kalmthoutsesteenweg 24 te Kalmthout, Villa Home Flor Mielants genoemd. Zijn grafmonument bevindt zich op het Schoonselhof perk Z1, rij 11B. De beeltenis en de kinderfiguren werden vervaardigd door beeldhouwer Remy Cornelissen in 1945 en het monument zelf was een ontwerp van zijn schoonzoon, architect Leopold Hendrickx. Aan het voeteneind is een tekst ingebeiteld van Mielants' jongste zoon: de dichter en toneelschrijver Herwig Hensen.

## Gepubliceerde werken
- De Vlaamsche strijd in de literatuur :voordracht gehouden op 7 december 1917 Borgerhout, 1917, 32p. uitgegeven door "Voor vrede en vrĳ Vlaanderen. Aktivistische groep van de Liberale Volkspartĳ en Kies- en Propagandawerking Help U Zelve
- Een Nieuw Eerste Mei Lied (op muziek gezet door de componist Jef Vandermeulen), 11 April 1920
- Jean Jaures (lied op muziek gezet door de componist Jos van der Avort), circa 1921
- Vraagstukken en oefeningen in het hoofdrekenen: methodisch gerangschikt met wenken voor de oplossing en voorbeelden ten dienste van de vierde-graadscholen en de middelbare scholen 9 edities, 184p., uitg. Bossaerts, Antwerpen, 1926-1949
- Voor een algemene inrichting van het onderwijs over heel de wereld in Ontwikkeling, Nr. XII, December 1928
- Toelichting bij de platen Spreken en stellen Uitg. J. Haseldonckx, Algemeene leermiddelhandel, Antwerpen, 1930
- Beginselen van meetkunde en meetkundig teekenen met talrijke oefeningen en figuren, ten dienste van de vierde-graadscholen, de lagere klassen van de middelbare scholen en de nijverheidsscholen (1929, uitgeverij Bossaerts, heruitg., 7e editie 1947)
- Stelkunde en theorie van rekenkunde ten dienste van 4e-graadscholen, middelbaar- en nijverheidsonderwijs (Antwerpen, 1930, eerste editie, 128p. uitg. Bossaerts, 6e ed. 1943)
- Denken en doen: leerboek voor vormleer en meetkundig teekenen met Simon van Loon, uitg. Bossaerts, Antwerpen, 1932
- De arbeidersvolkshogeschool van Antwerpen  ABC Geillustreerd Weekblad, vol. 49, jan. 1933, p. 26-27.
- Het Fransch in de lagere school Antwerpen, Drukkerij de Voorzorg, 1933
- Huldezang aan Peter Benoit (muzikale bewerking door Jan Broeckx) Antwerpen, Phalesius, 1934
- De wiskunde op de lagere school Antwerpen, 1935 (Deel van: Brochurenreeks van de Vlaamsche Opvoedkundige Vereeniging).
- Het lied der officieele school (muzikale bewerking door Jan Broeckx) Antwerpen, 1937
- Aanslag op ons volksonderwijs: de 4e graad in gevaar Antwerpen, 1937 ( Deel van: Brochurenreeks van de Vlaamsche Opvoedkundige Vereeniging, 92p.), Uitgeverij De Sikkel.
- Het hervormingsplan voor het Lager Onderwijs te te Antwerpen in Rommert Casimir & J.E. Verheyen (Red.), Paedagogische Encyclopedie, Deel I, J.B. Wolters, Groningen / De Sikkel, Antwerpen, 1937, p. 226-227.
- Hooger op: lessen in zedenleer en staatsburgerlijke opvoeding 1ste deel, 5de leerjaar, in samenwerking met Louis Van Laar en Tobie Van den Bergh Antwerpen: uitg. Bossaerts, 1937.
- De vierde graad in Vlaamsche Schoolgids. Maandblad voor opvoeding en onderwijs. JG 1, nr. 4, p.  173-178, Januari 1937
- Waarheen? Proeve van wegbakening voor het lager onderwijs Antwerpen, uitg. De Sikkel, 1937, 128p.
- De verlenging van de schoolplicht in Vonk, Vlaamse Orgaan Centrale Socialistisch Onderwijzend Personeel, 22, 6, 1937
- L'enseignement officiel et l'extension universitaire in Anvers à vol d'oiseau i.s.m. Camille Huysmans, Lode Zielens e.a. Anvers, De Sikkel, 1938, p. 57-61 (Nederlandse versie: 'Antwerpen in Vogelvlucht').
- Het Officieel Onderwijs in Athena, 14, 7, 1938, p. 14-15
- De school en de vrije tijd van den arbeider in Vlaamsche Schoolgids. Maandblad voor opvoeding en onderwijs, jg. III, Nr. 7, 15 April 1939, p. 295-302
- De school en de vrije tijd van den arbeider (Slot) in Vlaamsche Schoolgids. Maandblad voor opvoeding en onderwijs, jg. III, Nr. 8, 15 Mei 1939, p. 238-241
- Metriek stelsel uit het leven: oefeningen en practische vraagstukken ten dienste van de hoogere klassen van de lagere school, de voorbereidende afdeelingen en de lagere klassen van de middelbare scholen en athenea, de scholen voor volwassenen en de nijverheidsscholen met A. Barbion, Antwerpen, uitg. Bossaerts, 1944
- Mens en Maatschappij: een poging tot opbouw uitgeverij Manteau, Brussel, 1946, 238p.

Als leraar en later schoolopziener (inspecteur) ontwierp Mielants samen met de illustrator Edmond van Offel ook tientallen leermodules die verschenen in de reeks Spreken en Stellen, op karton en op linnen tussen stokken gemaakte prenten, uitgegeven door uitg. Aug. Bossaerts, in 1930.

### Secundaire bibliografie
- L. Van Swinderen Flor Mielants in Gaston Moorkens Groot Gedenkboek der Lierse Rijksnormaalschool uitg. Boekuil, Antwerpen, 1946, p. 211
- Reginald De Schryver Flor Mielants Sr in De Encyclopedie van de Vlaamse Beweging, uitg. Lannoo, Tielt, 1975
- Henk van Daele 150 jaar Stedelijk Onderwijs te Antwerpen Stad Antwerpen, 1969
- Paul Halens, Aux Armes Etc. Professionaliteit binnen het socialistisch strijdmodel. Een historische gevalstudie: Flor Mielants in Mores: Pedagogisch Tijdschrift voor Morele Problemen, 1995, 40e jg. nr. 198, juni 1995, p. 95-116
- Cois Van Aelst (Red.) Kindervreugd 50, een werk van velen, uitgeverij Roels/Interbooks, Antwerpen, 1987
- Nico Wouters Mielants, Flor in De Nieuwe Encyclopedie van de Vlaamse Beweging, Deel II, uitg. Lannoo, Tielt, 1998, p. 2055
- Ludo Stynen Lode Zielens, volksschrijver Lannoo, Antwerpen, 2001
- Herwig Hensen Herinneringen aan mijn Vader in Persoon en Gemeenschap, Tijdschrift voor Opvoeding en Onderwijs, Juni 1947-Juni 1948, Uitgeverij Ontwikkeling, p. 323-327
- Karl Catteeuw Als de muren konden spreken: Schoolwandplaten en de geschiedenis van het Belgisch lager onderwijs Proefschrift aangeboden tot het verkrijgen van de graad van Doctor in de Pedagogische Wetenschappen, Faculteit Psychologie en Pedagogische Wetenschappen & Centrum voor Historische Pedagogiek, Katholieke Universiteit Leuven, 2005